# Sogni... è tutto quello che c'è
Sogni... è tutto quello che c'è es el quinto álbum del músico italiano Raf. Fue publicado por CGD en 1991.

## Lista de canciones
- Sogni (Prelude)	0:10
- Interminatamente	4:40
- Siamo Soli Nell'Immenso Vuoto Che C'È	5:03
- Oggi Un Dio Non Ho	4:33
- Se Ti Senti Sola	4:15
- Anche Tu	3:34
- Amarsi O Non Amarsi	4:52
- Senza Respiro	4:10
- È Meglio Così	3:53
- Malinverno	5:11
- Sogni	3:20